# Per Helmersson
Per Daniel Helmersson, född 2 oktober 1982 i Mariestad, är en svensk före detta professionell ishockeyspelare som var lagkapten i VIK Västerås HK. Helmersson har representerat Sveriges herrjuniorlandslag i ishockey vid flertalet landskamper.

## Tidigare klubbar
- Mariestad BoIS HC Moderklubb
- Frölunda HC 2001-2002
  -  Mölndal Hockey 2001 (lån)
- Halmstad Hammers HC 2002-2005
- Skellefteå AIK 2005-2007
- Växjö Lakers 2007-2009
- VIK Västerås HK 2009-2015